# Seinei
Seinei (寧天皇, Seinei Tennō, o nella sua epoca Shiraka no Ōkimi; Sakurai, 457 circa – Sakurai, 484 circa) è stato il ventiduesimo imperatore del Giappone secondo la lista tradizionale di successione. Nessuna data certa può essere assegnata al suo regno, ma si ritiene che abbia governato verso la fine del V secolo.
Gli eventi e le date che lo riguardano sono riportate negli Annali del Giappone (Nihongi?, 日本紀) e nelle Cronache degli antichi eventi (Kojiki?, 古事記), testi che furono compilati all'inizio dell'VIII secolo.

## Biografia
L'imperatore Seinei alla nascita ebbe il nome di principe Shiraka (白髪皇子? -  capelli bianchi), per un possibile caso di albinismo. Fu il terzogenito del suo predecessore, Yūryaku e la madre era una delle consorti dell'imperatore, Kazuraki no Kara. Venne nominato erede al trono nel 478. Qualche mese dopo la morte del padre, dopo che i generali imperiali ebbero soffocato una rivolta volta a usurpare il trono da parte del fratellastro, il principe Hoshikawa, Shiraka divenne il nuovo sovrano.
Non regnò con l'attuale titolo imperiale di "sovrano celeste" (tennō?, 天皇), che secondo buona parte della storiografia fu introdotto per il regno dell'imperatore Tenmu. Il suo titolo fu "grande re che governa tutto quanto sta sotto il cielo" (Sumeramikoto o Amenoshita Shiroshimesu Ōkimi?, 治天下大王), oppure anche "grande re di Yamato" (ヤマト大王/大君).
I clan dell'antica provincia di Yamato, che corrisponde all'attuale prefettura di Nara, costituirono il regno che, nel periodo Kofun (250-538), si espanse conquistando buona parte dei territori delle isole di Honshū, Kyūshū e Shikoku. A seguito di tali conquiste, ai sovrani di Yamato fu riconosciuto il titolo di "grande re" (Ōkimi?, 大王) di Yamato. Fu solo a partire dal VII secolo che il "grande regno" venne chiamato impero, ed il titolo di imperatore fu esteso a tutti i sovrani precedenti della dinastia.
Secondo il Kojiki, Seinei governò dal quindicesimo giorno del primo mese del 480 fino alla sua morte nel primo mese del 484. Regnò col titolo di grande re (Ōkimi?) Shiraka. Seinei fu il nome assegnatogli postumo in un'era successiva.
Quando salì al trono, spostò la corte nel nuovo palazzo Iware no Mikakuri, che fece costruire a Sakurai, la stessa città dove aveva sede il palazzo di Yūryaku, secondo la tradizione che vedeva di cattivo auspicio per un imperatore giapponese risiedere nello stesso palazzo del defunto predecessore.
Dopo alcuni mesi si rese conto di non poter avere figli e, preoccupato per la sua successione, fece rintracciare i due nipoti dell'imperatore Richū, i principi Oke e Woke, scappati da corte dopo che il loro padre fu fatto uccidere da Yūryaku molti anni prima. I due nobili, che si erano rifugiati ad Akashi, nella provincia di Harima, nel 482 furono trovati dagli emissari di Seinei, portati a corte ed adottati come eredi.
Nel 484 l'imperatore morì, ed il suo erede designato al trono, il principe Oke, si assentò dalla capitale lasciando la reggenza dello stato alla sorella Iidoyo no Ao no Mikoto. Questa morì dopo circa un anno, ed Oke rientrò nella capitale per salire al trono, ma quando giunse a corte dichiarò di rinunciare al trono in favore del fratello Woke, distintosi nel periodo trascorso ad Akashi. Woke fu quindi il successore di Seinei e divenne l'imperatore Kenzō.
Secondo i Nihongi, l'imperatore Seinei fu sepolto nel mausoleo Kawachi no Sakato no Hara, a lui dedicato, che si trova tuttora nell'odierna zona orientale della prefettura di Ōsaka.